# Конкордия-сулла-Секкьи
Конкордия-сулла-Секкьи (итал. Concordia sulla Secchia) —  коммуна в Италии, располагается в регионе Эмилия-Романья, подчиняется административному центру Модена.
Население составляет 8214 человека, плотность населения составляет 200 чел./км². Занимает площадь 41 км². Почтовый индекс — 41033. Телефонный код — 0535.
Покровителем коммуны почитается святой апостол Павел. Праздник ежегодно празднуется 25 января.